# Allium clausum
Allium clausum är en amaryllisväxtart som beskrevs av Aleksei Ivanovich Vvedensky. Allium clausum ingår i släktet lökar, och familjen amaryllisväxter. Inga underarter finns listade i Catalogue of Life.